# Совка золотистая подорожниковая
Совка золотистая подорожниковая (лат. Xanthia togata) — вид бабочек из семейства совок (Noctuidae).

## Описание

### Мотылёк
Размах крыльев у мотыльков 27—30 мм. На жёлтом фоне у них коричнево-красные или фиолетовые пятна и полосы. Обращает на себя внимание широкая фиолетовая полоса, идущая почти параллельно внешнему краю. Задние крылья беловатые. Лоб и шейный воротник красновато-коричневые, грудная клетка жёлтая.
Голова не втянута, опушённая, с несколько выступающими волосками между усиками. Тонкое жёлтое опушение переходит на грудь, в передней части которой имеется небольшой продольный гребень с направленным вверх кончиком. Пальпы мелковолосистые, за исключением концевой фаланги. Она у золотистой совки короткая по сравнению с большинством других видов рода.

### Гусеница

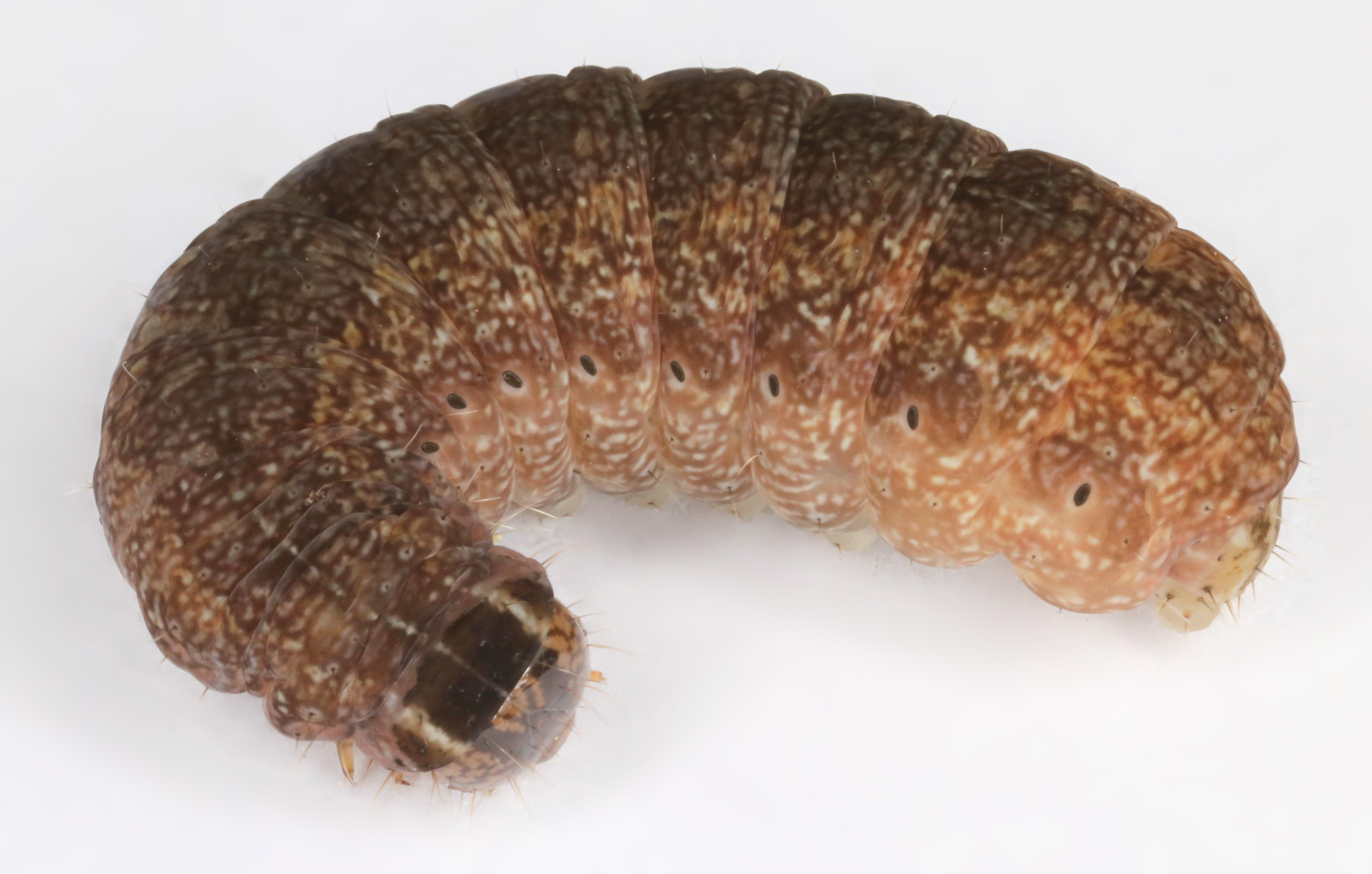
Гусеница

Гусеница вырастает до 25 мм в длину, тёмно-коричневая с многочисленными мелкими белыми пятнами. Затылочный щиток чёрный с двумя белыми полосками. Яркая пунктирная спинная линия видна очень слабо.
Имеет сходство с Xanthia icteritia и Xanthia aurago.

## Распространение и среда обитания
Родом из Голарктики, ареал включает всю Европу и Среднюю Азию, а также Сибирь вплоть до реки Уссури. Вид также встречается в США и Канаде в соответствующих местах обитания.
Вид встречается на участках, поросших ивами или тополями: лесные опушки, поймы рек, края влажных лугов и пастбищ, болота, а также сухие и тёплые места, например, карьеры в Швабском Альбе, где растёт ива козья, или климат Австрии с паннонским влиянием, например, в Бизамберге.

## Образ жизни
Ведут ночной образ жизни, их привлекают искусственные источники света. В зависимости от региона бабочки летают только в конце лета или осенью. Они дают только одно поколение в год.
Самки обычно откладывают яйца короткими рядами до десяти штук на веточки ивы, в углубление между корой и чешуйкой бутона цветка, реже — на осину. Яйца почти шарообразные, сплюснутые только в области микропиле. Гусеницы являются полифагами и могут питаться не только листьями ивы и тополя, но и другими кормовыми растениями, обычно переходя на травянистые растения, такие как пижма, ежевика или черника.
Как и большинство мотыльков, они окукливаются в коконе в земле. Это связано с довольно длительным периодом покоя — с конца мая до конца августа. Только после многонедельной стадии препупа происходит окончательное окукливание. Бабочки летают с конца августа до конца октября, иногда даже до начала ноября. Взрослые бабочки питаются нектаром и могут быть привлечены мёдом или сладким соком.

## Таксономия и систематика
Свое научное видовое название togata получила от тоги — одежды, которая в Древнем Риме была окаймлена широкими пурпурными полосами. Впервые вид был описана Евгением Иоганном Кристофом Эспером в его коллективном труде Die Schmetterlinge in Abbildungen nach der Natur mit Beschreibungen, изданном в пяти томах в Эрлангене. Описание с иллюстрациями приведено в томе IV. Типовой экземпляр из коллекции Эспера, хранящийся в настоящее время в Зоологическом музее Мюнхена, по-видимому, был утерян.